# Venezuela la Jocurile Olimpice de vară din 2012
Venezuela a participat la Jocurile Olimpice de vară din 2012 din Londra, Regatul Unit în perioada 27 iulie - 12 august 2012, cu o delegație de 69 de sportivi care a concurat la 15 de sporturi. S-a aflat pe locul 50 în clasamentul pe medalii.

## Medaliați
| Medalie | Nume          | Sport  | Probă          |
| ------- | ------------- | ------ | -------------- |
| Aur     | Rubén Limardo | Scrimă | spadă masculin |

|  | Acest articol despre sport este un ciot. Puteți ajuta Wikipedia prin completarea lui! |